# Josefine Koebe

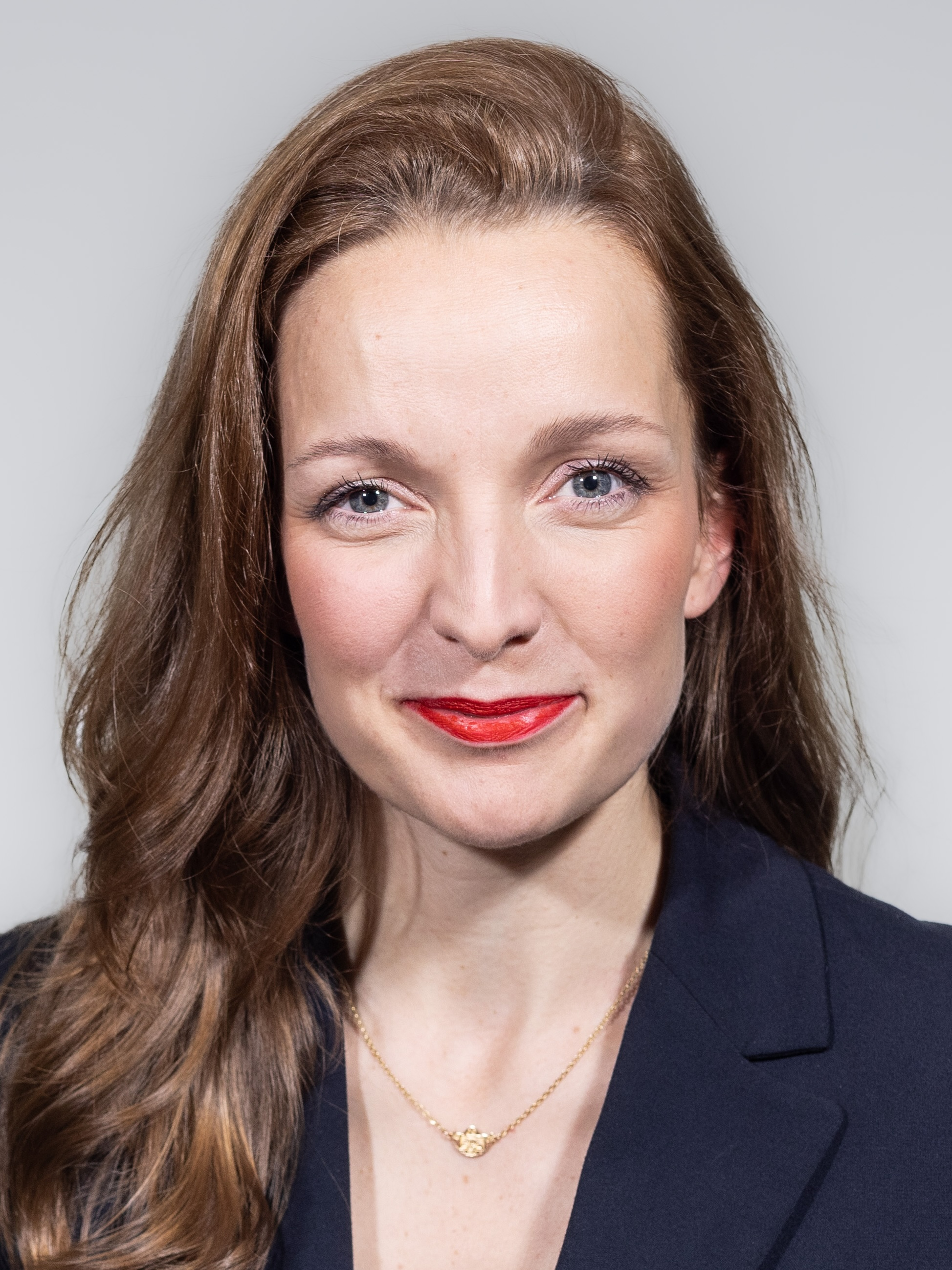
Josefine Koebe (2024)

Josefine Koebe (* 3. Juli 1988 in Bensheim) ist eine deutsche Politikerin (SPD) und Ökonomin. Seit 2024 ist sie Mitglied des Hessischen Landtags und Generalsekretärin der SPD Hessen.

## Leben
Koebe besuchte das Alte Kurfürstliche Gymnasium in Bensheim und schloss dieses 2007 mit dem Abitur ab. Im Anschluss studierte sie in Tübingen International Economics und verbrachte ein zweisemestriges Austauschprogramm an Sciences Po Paris. Nachdem sie 2012 ihren Bachelor abgeschlossen hatte, studierte sie an der HU Berlin im Masterstudiengang Volkswirtschaftslehre und beendete diesen 2015.
Vom März 2015 bis Oktober 2017 war Koebe als stellvertretende Leiterin des Abgeordnetenbüros der damaligen ersten Parlamentarischen Geschäftsführerin der SPD-Bundestagsfraktion, Christine Lambrecht, tätig.
Anschließend begann Koebe ein Promotionsstudium an der Universität Hamburg und wurde 2023 mit einer Doktorarbeit zum Thema „Unintended Yet Effective: Evidence from Policy Reforms in Early Childhood Education and Care, Education and Environmental Economics“ promoviert. Von Januar 2018 bis Dezember 2021 war sie im Rahmen ihrer Promotion wissenschaftliche Mitarbeiterin in der Abteilung Bildung und Familie beim Deutschen Institut für Wirtschaftsforschung (DIW) in Berlin.
Von Oktober 2021 bis März 2024 leitete sie für die Fröbel Bildung und Erziehung gGmbH Forschungskooperationen in der Frühen Bildung sowie das Forschungs- und Hochschulnetzwerks des Unternehmens.
Josefine Koebe ist verheiratet und hat vier Kinder. Aktuell lebt sie in einer Beziehung mit dem hessischen Wirtschaftsminister Kaweh Mansoori (SPD).

## Politik
Koebe ist seit 2013 Mitglied der SPD. Sie war unter anderem mehrere Jahre Mitglied im Kreisvorstand Tempelhof-Schöneberg der SPD Berlin, im Landesvorstand der Arbeitsgemeinschaft Sozialdemokratischer Frauen (ASF) Berlin und im Landes-Fachausschuss für Jugend, Bildung und Familie der SPD Berlin.
Im Jahr 2021 wurde sie als ehrenamtliche Stadträtin in den Magistrat der Stadt Bensheim gewählt, wo sie im selben Jahr zur stellvertretenden Ortsvereinsvorsitzenden der SPD gewählt wurde. Im SPD-Unterbezirk Bergstraße wurde sie am 6. November 2021 auf dem Parteitag in Wald-Michelbach zur stellvertretenden Vorsitzenden und im selben Jahr auch zur Vorsitzenden der ASF (heute SPD FRAUEN) gewählt. Seit Juli 2023 ist sie Mitglied des Landesvorstands der Sozialdemokratischen Gemeinschaft für Kommunalpolitik (SGK Hessen). Am 2. September 2023 wurde sie auf dem Parteitag in Offenbach in den Vorstand des SPD-Bezirks Hessen-Süd gewählt.
Wegen ihrer Wahl in den Landtag schied sie im Dezember 2023 aus dem Bensheimer Magistrat aus. Auf Grund ihrer Aufgaben in der Landespolitik hat sie 2025 auf eine Wiederwahl als stellvertretende Ortsvereinsvorsitzende in Bensheim verzichtet, sie gehört jedoch weiterhin dem Vorstand an.

### Hessischer Landtag (seit 2024)
Bei der Landtagswahl 2023 kandidierte sie im Wahlkreis 55 (Bergstraße II) und wurde über die Landesliste der SPD in den Hessischen Landtag gewählt, dem sie seit Beginn der 21. Wahlperiode am 18. Januar 2024 angehört.
Sie wurde dort zur stellvertretenden Vorsitzenden des Haushaltsausschusses gewählt. Weiterhin ist sie Sprecherin für frühkindliche Bildung der SPD-Fraktion und Mitglied des Unterausschusses für Finanzcontrolling und Verwaltungssteuerung sowie stellvertretendes Mitglied im Landesjugendhilfeausschuss, im Verwaltungsausschuss beim Staatstheater Darmstadt und im Untersuchungsausschuss 21/1 (Corona). Zu Beginn der Legislaturperiode war sie einige Monate Mitglied des Ausschusses für Wissenschaft und Kultur.
Seit 2024 ist sie als Vertreterin des Landes Hessen Mitglied des Verwaltungsrates, stellvertretende Vorsitzende des Risiko- und Kreditausschusses und Mitglied des WIBank-Ausschusses der Landesbank Hessen-Thüringen (Helaba).

### Generalsekretärin der SPD Hessen (seit 2024)
Am 9. März 2024 wurde sie auf dem Parteitag in Frankfurt am Main zur Generalsekretärin der hessischen SPD gewählt.

## Mitgliedschaften und Ehrenamt
- Sparkassenzweckverband Bensheim, Stellvertretende Vorsitzende des Vorstandes, Mitglied der Verbandsversammlung
- Verein für Kinderhauserziehung, Stellvertretende Vorsitzende
- Welcome to Bensheim, Beisitzerin
- pro familia Bensheim
- Geburtshaus Bergstraße
- Frauenhaus Bergstraße
- AWO Bensheim
- SSG Bensheim
- Deutsch-Italienischer Freundeskreis Bensheim–Riva del Garda
- Alumni-Verein Kreisschülervertretung Bergstraße[2]